# Mediorhynchus grandis
Mediorhynchus grandis är en hakmaskart som beskrevs av Van Cleve 1916. Mediorhynchus grandis ingår i släktet Mediorhynchus och familjen Giganthorhynchidae. Inga underarter finns listade i Catalogue of Life.